# St.-Antonius-Klinik (Wegberg)
Die St.-Antonius-Klinik war ein Krankenhaus in privater Trägerschaft in Wegberg im nordrhein-westfälischen Kreis Heinsberg.

## Geschichte
Das Krankenhaus wurde am 26. September 1905 von Franziskanerinnen als „Bewahrschule“ eröffnet. Am 31. August 1952 ereignete sich auf dem nahegelegenen Grenzlandring einer der schwersten Unfälle der Rennsportgeschichte mit 13 Toten und 42 Verletzten, von denen viele in der St.-Antonius-Klinik behandelt wurden. Im Jahre 1964 wurde ein Neubau eingeweiht. 1978 war das Haus existenzgefährdet, die Unterstützung der Bürger und Vereine im Ort sowie 13.000 Unterschriften verhinderten jedoch die Schließung. 1980 wurde das Krankenhaus zu 70 Prozent in städtische Trägerschaft übernommen. 2000 wurde ein Erweiterungsbau in Betrieb genommen. 2003 wurde wegen der schlechten wirtschaftlichen Lage ein Zusammenschluss mit dem Krankenhaus Erkelenz erwogen, wozu es jedoch nicht kam. 2004 wurden 3028 Patienten stationär und 4648 Patienten ambulant behandelt.
2006 wurde die St.-Antonius-Klinik in private Trägerschaft überführt. Anfang 2007 wurde bekannt, dass die Staatsanwaltschaft Mönchengladbach nach einer anonymen Anzeige Ermittlungen gegen den damaligen Klinikeigentümer und Chefarzt Arnold Pier eingeleitet hatte. Im Urteil des Landgerichts Mönchengladbach vom 28. März 2011 wurde Pier zu vier Jahren Haft wegen zweifacher Körperverletzung mit Todesfolge, zwei fahrlässigen Tötungen und 21 Fällen von Körperverletzung verurteilt, ab September 2011 im offenen Vollzug. Seit 2009 bestand eine Kooperation mit der Allgemeines Krankenhaus Viersen GmbH in Viersen. Am 2. Juni 2017 wurde der Krankenhausbetrieb eingestellt und  das Krankenhaus geschlossen, da der Betrieb aus wirtschaftlichen Gründen nicht mehr aufrechterhalten werden konnte. Seit November 2021 wird das Krankenhaus als Kulisse für verschiedene Fernsehsendungen verwendet, unter anderem Klinik am Südring.